# Friesdorf
Friesdorf este o comună din landul Saxonia-Anhalt, Germania.